# Mamadou Niang (cestista)
Mamadou Ndieye Niang (Thiès, 1º gennaio 1994) è un cestista senegalese di formazione spagnola.

## Palmarès
- Basketball Champions League: 1

CB Canarias: 2016-17
- Coppa Intercontinentale: 1

Canarias: 2017